# Ralph LaLama
Ralph LaLama (* 30. Januar 1951 in West Aliquippa, Pennsylvania) ist ein US-amerikanischer Tenorsaxophonist und Komponist des Modern Jazz sowie Hochschullehrer.
Ralph LaLama ist der Sohn eines Schlagzeugers und einer Sängerin; er studierte an der Dana School of Music of Youngstown State University in Ohio und begann seine Musikerkarriere in der Band von Thad Jones, der ihn nach New York City holte. LaLama arbeitete dann in den Big Bands von Woody Herman, Buddy Rich, Carla Bley und dem Thad Jones/Mel Lewis Orchestra, das nun als das Vanguard Jazz Orchestra weiterbesteht und in dem LaLama Solist ist. Außerdem spielte er mit u. a Barry Harris, Harold Danko, Mel Tormé, Carmen McRae, Tom Harrell und Joe Morello, wirkte an Plattenaufnahmen mit Gary Smulyan, Danny D’Imperio, dem Mel Lewis Jazz Orchestra, dem Vanguard Jazz Orchestra und der Carnegie Hall Jazz Band unter der Leitung von Jon Faddis mit. 2000 wirkte er an zwei Produktionen des Joe Lovano Nonetts für das Blue Note Label mit, 52nd Street Themes und das 2003 erschienene Album On This Day...At The Vanguard.
Für das niederländische Label CrissCross nahm LaLama seit 1990 eine Reihe von Alben unter eigenem Namen auf, an denen u. a. Kenny Barron, George Cables, Richard Wyands, Peter Washington und Kenny Washington mitwirkten.
Lalama arbeitet neben seiner Musiker-Tätigkeit als Professor an der New York University und dem SUNY Purchase, leitet Workshops an der Manhattan School of Music.

## Diskographische Hinweise
- Feelin´ and Dealin´ (1991) mit Tom Harrell, Barry Harris
- Momentum (1991) mit Kenny Barron
- You Know What I Mean (1995) mit George Cables, Dennis Irwin
- Circle Line (1997)
- Music for Grown-Ups (1989) mit Richard Wyands